# RS-449
Протокол RS-449, также известный как EIA-449 и TIA-449, определяет функциональные и механические характеристики интерфейса между данными оконечного оборудования и данными оборудования связи. Является функциональным преемником интерфейса RS-232, помимо улучшения по быстродействию и дальности включает в себя автоматическое тестирование модема, новую систему заземления и ряд новых сигналов.
Стандартами электрического сигнала, предназначенными для использования с RS-449, являются RS-422 для сбалансированных сигналов и RS-423 для несбалансированных сигналов при скорости передачи данных до 2 Мбит/с. Стандарт определяет DC-37 и DE-9 для первичных и вторичных схем данных. Хотя такие разъёмы никогда не применялись в персональных компьютерах, этот интерфейс можно найти в некоторых сетевых средствах связи. Полное название стандарта звучит как EIA-449 General Purpose 37-Position and 9-Position Interface for Data Terminal Equipment and Data Circuit-Terminating Equipment Employing Serial Binary Data Interchange. Это переводится примерно как Общее назначение 37-контактного и 9-контактного интерфейса для данных оконечного оборудования и данных оборудования, управляющего последовательным обменом двоичными данными.
EIA-449-1 был отменён в январе 1986 года. Заменён EIA/TIA-530-A. Окончательная версия EIA-449-1 была отозвана в сентябре 2002 года.